# Lama (Korsika)
Lama ist eine Gemeinde auf der Mittelmeerinsel Korsika in Frankreich. Sie gehört zum Département Haute-Corse, zum Arrondissement Corte und zum Kanton L’Île-Rousse. Sie grenzt im Norden an Urtaca, im Nordosten an San-Gavino-di-Tenda, im Südosten an Sorio, im Süden an Pietralba und im Westen an Novella. Das Siedlungsgebiet liegt auf ungefähr 480 Metern über dem Meeresspiegel.

## Sehenswürdigkeiten
- Kirche Saint-Laurent
- als Monument historique eingestufte Kapelle San Lorenzo

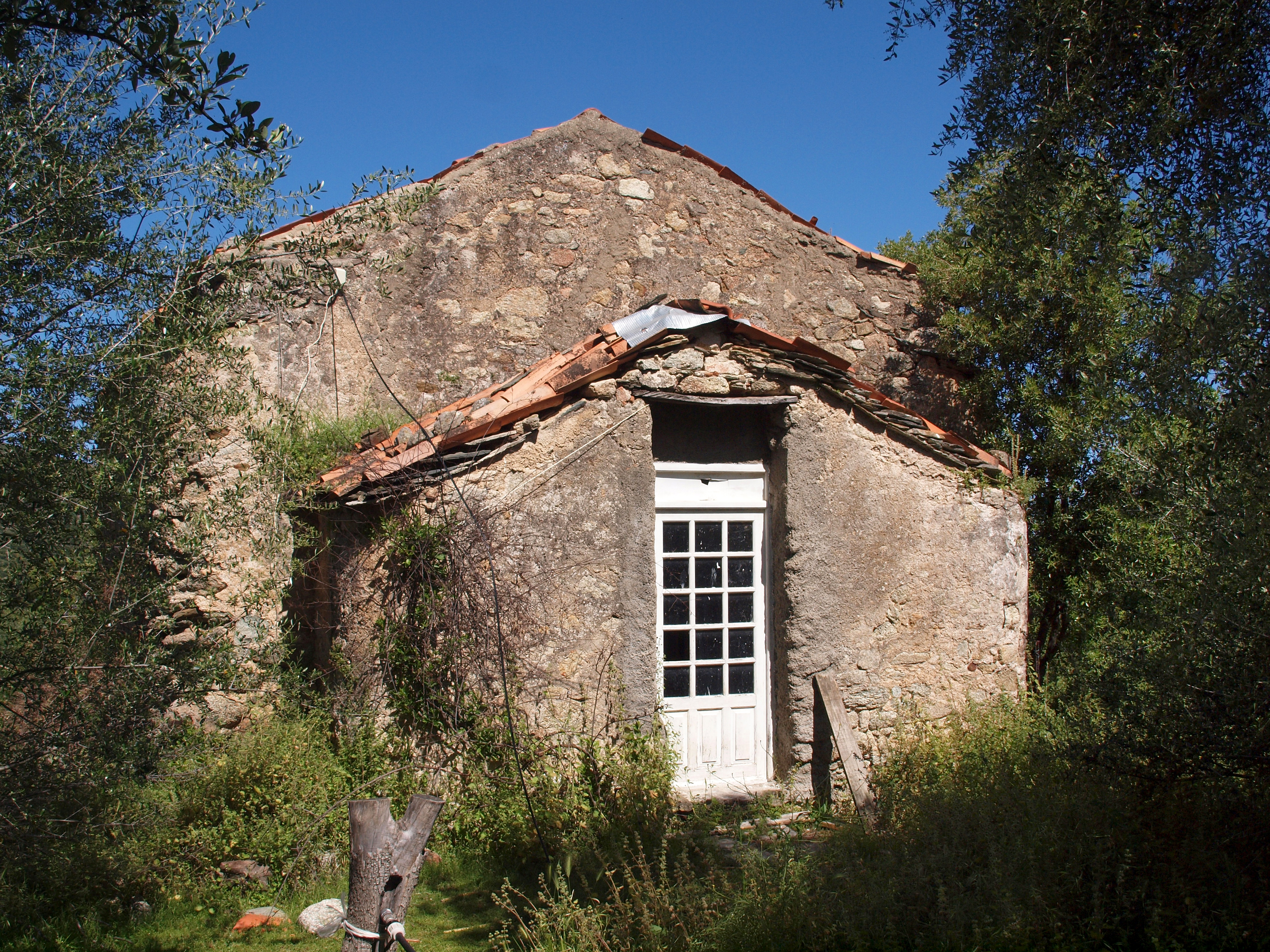
Kapelle San Lorenzo
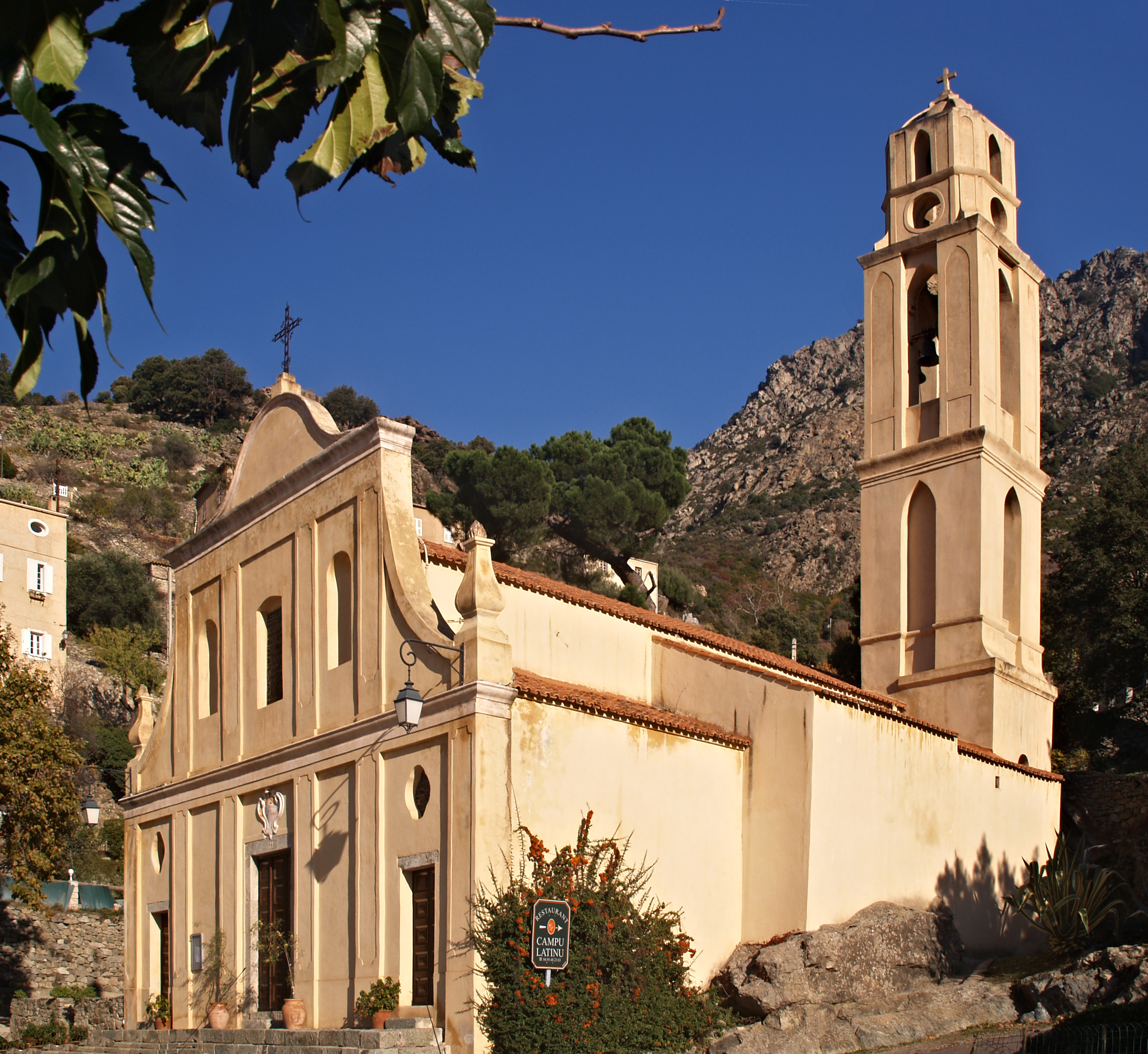
Kirche Saint-Laurent

## Bevölkerungsentwicklung
| Jahr      | 1962 | 1968 | 1975 | 1982 | 1990 | 1999 | 2008 | 2012 |
| --------- | ---- | ---- | ---- | ---- | ---- | ---- | ---- | ---- |
| Einwohner | 249  | 237  | 174  | 120  | 98   | 130  | 176  | 164  |